# Erik Ludvig Manderström
Erik Ludvig Manderström, född 3 februari 1774, död 26 oktober 1826, var en svensk friherre och hovman.

## Biografi
Erik Ludvig Manderström föddes 1774. Han var son till hovmarskalken friherre Christoffer Manderström och hovfröken friherrinnan Virginia Charlotta Duwall. Manderström blev student vid Uppsala universitet och därefter extraordinarie tjänsteman i kungens kansli. Han blev 21 november 1795 kammarherre hos änkedorttningen Sofia Magdalena och tjänstfri 1813. Han var även ordförande för Nedre borgsrätten under ett antal år. Manderström tilldelades 28 janauri 1821 riddare av Carl XIII:s orden. Han avled 1826.

### Egendom
Manderström ägde Hylteberga, Ängamöllan och Sandåkra i Skurups socken.

### Familj
Manderström gifte sig 11 september 1803 på Ulriksdals slott med hovfröken Christina Brita Bennet (1773–1859) hos änkedrottningen Sofia Magdalena, dotter till generalmajoren, friherre Rutger Bennet och friherrinnan Eleonora Charlotta Makeléer. De fick tillsammans barnen Charlotta Manderström (1804–1876) som var gift med sin kusin friherre Jakob Bennet, en av rikets herrar och statsministern för utrikes ärendena Ludvig Manderström (1806–1873), ståthållaren Carl Manderström (1808–1884) och ryttmästaren Fredrik Manderström (1809–1871).